# Maja, a méhecske (televíziós sorozat, 1975)
A Maja, a méhecske (みつばちマーヤの冒険; Micubacsi Mája no bóken; Hepburn: Mitsubachi Māya no bōken; angol címén Maya the Honey Bee) 1975-től 1980-ig sugárzott és számos országban, köztük Magyarországon is vetített és megjelent japán animesorozat, mely a német Waldemar Bonsels Maja, a méhecske című történetét dolgozza fel. Az eredeti könyv 1912-ben jelent meg és népszerűsége immár több, mint száz év távlatából is töretlen. Készült belőle élőszereplős filmtől kezdve Nintendo játékig minden.
A sorozatot a Zuiyo Enterprise (ma: Nippon Animation) készítette Japánban. 52 epizódot tartalmaz, eredetileg 1975-1976-ban sugározták a TV Asahi csatornán.
1979-ben egy második 52 részes sorozat is készült Sin Micubacsi Mája no bóken címmel a Wako Productions és az Apollo Film Wien gyártásában. A premierje a német ZDF csatornán volt 1979 szeptembere és 1980 szeptembere között. Ez a sorozat elődjével ellentétben már nem volt annyira sikeres, Japánban csak 1982 októbere és 1983 szeptembere között mutatták be a TV Osakán.
A Maja, a méhecskét Magyarországon először a TV-2 vetítette, 1992-ben az 1., 1993-ban a 2. évadot. Az 1. évadot 2002-ben a Viasat 3 is leadta, új magyar szinkronnal. 2013-ban az 1. évadot az M2 is levetítette az eredeti szinkronnal. A teljes két évadot 2017-ben a Kiwi TV tűzte műsorra az eredeti magyar szinkronnal.

## Ismertető
A régi várkert melletti óriási fenyőfa tövében álló méhkaptárban nagy a méhecskék felbolydulása. Új jövevények érkeznek pillanatokon belül. Az újszülött méhecskék, a lépecskékből egyenként bújnak elő. A virágzó rétre mennek nektárt gyűjteni, tavasszal csoportosan özönlenek. Az egyik apró méhecske később bújt ki mint a többiek. Úgy látszott számukra, ha egy kicsit nem nógatják, hogy még átalussza az egész nyarat. A kis lusta méhecskét Majának hívják. Maja is rászánta magát arra, hogy elkezdje az izgalmas világnézést, amely az élet. Máris rá döbben, hogy mennyi veszély fenyegeti a méheket. Hamar megtanulja, hogy a problémákkal szemben csak is együtt, közös erővel szállhatnak szembe. Csodálkozva nézte, hogy a nagy hőségben szárnycsapásokkal hűtik nagyobb méhecsketársai a kaptárt. Kassandra a méhecskék tanítónője, akitől megtudja, hogy a kaptáron túl nagy veszedelmek lesnek rá. Mint például a vihar, vagy a madarak. De megtudja azt is, hogy a legfinomabb nektárt, milyen virágok rejtik. Majának azonban, amikor repülni tanul az első órák számára a legizgalmasabbnak. Majd egyedül megy el a méhkaptárból és barátaival Vilivel és Flippel nagy világ körüli utat tesz be és mire haza ér megvédi otthonát a lódarazsak támadásától is.

## Zene
A sorozat leghíresebb betétdalát Karel Svoboda komponálta 1976-ban, a dalszöveget Florian Cusano írta cseh és szlovák nyelven. Ezt a dalt használták a rajzfilmhez minden európai országban a lefordított szöveggel. A mai napig továbbra is jól ismert dal Németországban, ahol  Karel Gott gyakran élőben adja elő. Az eredeti angol (brit) dalban ugyanazt a dallamot használják a német dalszöveg nyersfordításával.
- Maja!
- Maja!
- Maja!

Maja!
Maja, hát mesélj most nekünk!

## Szereplők
- Maya (vagy Maja) (マーヤ; Hepburn: Māya?)

Szinkronhangja: Nomura Micsiko  (japán), Pauline Little (angol), Csondor Kata (magyar)
A mese főhőse, egy kíváncsi, kalandvágyó és kissé szeleburdi fiatal méhecske.
- Willy (vagy Willi, Willie) (ウイリー; Hepburn: Uirī?)

Szinkronhangja: Nozava Maszako  (japán), Richard Dumont (angol), Schnell Ádám (magyar)
Egy fiatal here (hím méh), (egy új karakter az animében, eredetileg nem szerepel a műben) aki Maja legjobb barátja. Mindig fáradt, éhes, kicsit szkeptikus, néha gyáva is, de általában jóindulatú. Hajlamos a féltékenységre, amikor Maja figyelme másokra fordul. Vonakodik kalandokba bonyolódni.
- Flip (vagy Philip) (フィリップ; Firippu?)

Szinkronhangja: Nagai Icsiro  (japán), A.J. Henderson (angol), Kerekes József (magyar)
Egy bölcs, cilinderes szöcske. Mindig apáskodik Maja és Willi fölött.
- Cassandra néni (カッサンドラ先生; Hepburn: Kassandora-sensei?)

Szinkronhangja: Aszó Mijoko  (japán), Jane Woods (angol), Gyurkovics Zsuzsa, Némedi Mari (magyar)
Főként a történet elején Maja tanára és legmeghatározóbb vezetője.

## Epizódok
| 1. Maja megszületik 2. Maja repülni tanul 3. Maja és Schnuck, a szitakötő 4. Maja a hangyáknál 5. Maja és Pukk, a házilégy 6. Maja és Thekla, a pók 7. Az erdőtűz 8. Willie a hangyák fogságában 9. Maja és Max, a giliszta 10. Maja és a béka 11. Maja, az életmentő 12. Maja és Jimmy, a szentjánosbogár 13. Maja és a sáskák 14. Erdei ugróverseny 15. Maja és a kis hernyó 16. Hívatlan vendégek 17. Maja és Jeromos, a százlábú 18. Flip csapdába esett 19. Thekla elszámította magát 20. Valami bűzlik 21. A kabócák hangversenye 22. Maja, a póthangya 23. Tücsök menekítés 24. Maja erdőt keres 25. Az álcázás művészei 26. Flipp rettenetes rokonai 27. A virágmanó 28. Max műtéten esik át 29. Csöpi hernyó háza 30. Utazás a limonádés üvegben 31. Harald, a veréb 32. Maja, az óriás méh 33. A nagy menekülés 34. Pufit fogyókúrára fogják 35. Dupla Flipp 36. Maja megmenti egy bolha életét 37. Maja és Willi a hóban 38. Újra itt a tavasz 39. Jack, az éjjeli lepke 40. Harc a levéltetvekért 41. Hogyan vezette félre Vili és Maja a parazitalegyet? 42. Hans Klied, a hetvenkedő csótány 43. Maja a termeszeknél 44. A szuperrovar 45. Hogyan születnek a tücskök, bogarak? 46. Gusztáv és Emma 47. Az engedetlen hangya 48. Kurt, a lógós tücsökpalánta 49. A szépségverseny 50. A vízi kaland 51. Fogságban 52. Maja újra otthon | 1. Nagy Sándor, a kisegér 2. A nagy erőpróba 3. Az év koncertje 4. Az édes otthon 5. A titokzatos sajttolvaj 6. Bolhacirkusz 7. A futóverseny 8. Rémület a mezőn 9. Maja királynő 10. Egér a palackban 11. Városi zsiványok 12. Willie, mint éjjeliőr 13. A titokzatos látogató 14. Csigadoktor 15. A repülő egér 16. A légicsata 17. Melvin bátyó 18. Vöröshangya invázió 19. Éljen a foci! 20. Szeles kaland 21. Egy esős nap 22. Repülőbajnokság 23. A szerencsét hozó bogár 24. A kis zöld teremtmények 25. Csúf Emil 26. Hívatlan vendégek 27. Ki vagyok én? 28. Piknikkaland 29. Willie fogságba esik 30. Alexandrofon 31. Hová tűnt el Flip és Willie? 32. Alexander professzor 33. Willie a pácban 34. Beatrice hercegnő 35. Mindent tudó nagyapó 36. Marvin, a vakond 37. A vőlegény 38. A tarantula 39. Honvágy 40. Banditák a mezőn 41. Jó kedv, rossz kedv 42. A királynő látogatása 43. Emberrablás a ködben 44. Gyep-sí verseny 45. Jó utat! 46. Vili hatalmas szobra 47. Égi fantáziák 48. Üdvözlet a mezőről 49. Ép testben ép lélek 50. Jégmese 51. Jakab paradicsoma 52. A virágfesztivál |

## Magyar hangok
- Maja (Maya): Csondor Kata (eredeti sorozatban (1. évadban, 2. évadban 53–78. részig), Vadász Bea (eredeti sorozatban (2. évadban 79–104. részig), Molnár Ilona (az összeállított rajzfilmben)
- Vili (Willy): Schnell Ádám (eredeti sorozatban), Szabó Zselyke (az összeállított rajzfilmben)
- Flip: Kerekes József (eredeti sorozatban), Gubányi György István (az összeállított rajzfilmben)
- Nagy Sándor (Alexander): Forgács Péter
- Kasszandra (Cassandra): Gyurkovics Zsuzsa, Némedi Mari (eredeti sorozatban), Oláh Orsolya (az összeállított rajzfilmben)
- Méhőrök: Gyabronka József, Végh Péter, Csankó Zoltán, Kassai Károly
- Méhkirálynő; Kurtné; Lódarázs királynő: Győri Ilona
- Thekla: Hacser Józsa, Halász Aranka
- Klotild: Kiss Erika
- Kurt: Varga T. József, Makay Sándor, Szabó Ottó, Bácskai János (2. évadban)
- Max: Kautzky Armand, Seszták Szabolcs (2. évadban 79–104. részig)
- Jeromos: Felföldi László
- Katicabogár mama; Emma: Pásztor Erzsi
- Csigamama: Czigány Judit
- Schnuck: Kassai Ilona
- Hans Kristof; Hannibál: Csankó Zoltán
- Puck: Gruber Hugó
- Kígyó mama; Pattanóbogár; Útonállódarázs: Némedi Mari
- Karl; Virágmanó; Frici; Jimy: Józsa Imre
- Pillangó: Kocsis Mariann, Csere Ágnes
- Helga: Vándor Éva
- Dumi: Kocsis György
- Frida: Detre Annamária
- Hangyavezér: Koroknay Géza, Vass Gábor
- Béka; Viktor (Pufi, Dönci): Varga T. József
- Hangyaközlegény; Nick: Minárovits Péter
- Johann: Elekes Pál
- Jimmy: Vass Gábor
- Lajos; Kabóca: Gyabronka József
- Az egyik ugrószöcske: Botár Endre
- A másik ugrószöcske; Hatosszám; Antoni: Bolba Tamás
- Hőscincér; Parazitalégy: Dallos Szilvia
- Hopla: Csellár Réka
- Fülbemászó mama Földessy Margit
- Bűzpoloska: Benkóczy Zoltán, Szabó Ottó
- Anton; Emberfiú: Fülöp Ervin
- Darázsbébi; Kis hernyó; Kőugrólégybébi; Beatrice hercegnő: Somlai Edina
- Ál-lódarázs asszony; Lódarázs asszony: Martin Márta
- Csodacsiga doki: Pataky Imre
- Nyissz: Beregi Péter
- Csöpi: Koltai Judit
- Dongó tábornok úr: Kránitz Lajos
- Harald: Szokol Péter
- Viktoria: Vándor Éva
- Flap: Kerekes József
- Szúrós légy: Szuhay Balázs
- Temetőbogár: Jakab Csaba
- Pajzsbogár: Tarján Péter
- Jack: Lippai László
- Kaparódarázs: Sándor Erzsi
- Hans Klied: Rudolf Péter
- Szuper rovar: Faragó Vera
- Gusztáv: Gáti Oszkár
- Kurt: Bardóczy Attila
- Hegedűs tücsök: Forgács Péter
- Alois: Vajda László
- Öregúr: Kenderesi Tibor

- További magyar hangok (1. évadban, 1-52. részig): Bencze Ilona, Bor Zoltán, Csankó Zoltán, Dallos Szilvia, Györgyi Anna, Karsai István, Kiss Erika, Simonyi Balázs, Spilák Klára, Szatmári György, Zalán János
- További magyar hangok (2. évadban, 53–78. részig): ?
- További magyar hangok (2. évadban, 79–104. részig): Bácskai János, Balázsi Gyula, Bartucz Attila, Harmath Imre, Imre István, Kardos Gábor, Kassai Ilona, Pataky Imre, Szokol Péter, Várkonyi András, Végh Ferenc, Zsigmond Tamara